# Precious (banda sonora)
Precious: Soundtrack es el título del álbum de banda sonora de la película Precious de 2009. Fue lanzado como descarga digital antes del estreno de la película, el 3 de noviembre de 2009. La banda sonora se compone de diversos artistas, como Labelle, Donna Allen, Jean Carn, Sunny Gale y MFSB.

## Lista de canciones
| Precious |                                    |                                                |                 |          |  |
| N.º      | Título                             | Escritor(es)                                   | Artista         | Duración |  |
| 1.       | «I Can See in Color»               | Mary J. Blige, Raphael Saadiq y LaNeah Menzies | Mary J. Blige   | 5:33     |  |
| 2.       | «He Is the Joy»                    |                                                | Donna Allen     | 7:45     |  |
| 3.       | «Was That All It Was»              |                                                | Jean Carn       | 3:43     |  |
| 4.       | «Did You Ever See a Dream Walking» |                                                | Sunny Gale      | 2:27     |  |
| 5.       | «Come Into My House»               |                                                | Queen Latifah   | 4:12     |  |
| 6.       | «Just a Closer Walk with Thee»     |                                                | Mahalia Jackson | 1:51     |  |
| 7.       | «Love Is the Message»              |                                                | MFSB            | 4:06     |  |
| 8.       | «Now That I Know Who I Am»         |                                                | Nona Hendryx    | 4:17     |  |
| 9.       | «System»                           |                                                | Labelle         | 5:33     |  |
| 10.      | «Somethin's Comin' My Way»         |                                                | Grace Hightower | 4:33     |  |
| 11.      | «It Took a Long Time»              |                                                | Labelle         | 4:03     |  |
| 12.      | «Letters»                          |                                                | Mario Grigorov  | 3:54     |  |

## Recepción
La revista Rolling Stone elogió al álbum, y describió a la canción "I Can See In Color" como "una canción sensacional", agregando que "expresa el objetivo principal del personaje Precious de ver el mundo en color.
Allmusic describió el álbum de una forma positiva, señalando que entrega "ejemplos sólidos de lo contemporáneo y lo clásico", acreditando las participaciones de Latifah, Hightower, Jackson y LaBelle, y afirmó que el álbum resultó "en una colección sólida y fortalecedora que (en palabras de [el director de la película Lee] Daniels) "resuena no solo en el mundo de Precious, sino que le habla al alma de una persona no importa quien sea".